# Notomastus lineatus
Notomastus lineatus är en ringmaskart som först beskrevs av Jean Louis René Antoine Édouard Claparède 1869.  Notomastus lineatus ingår i släktet Notomastus och familjen Capitellidae. Inga underarter finns listade i Catalogue of Life.